# Vojenská lékařská fakulta Univerzity obrany
Vojenská lékařská fakulta Univerzity obrany (VLF UO) je fakulta Univerzity obrany (sídlící v Brně) se sídlem v Hradci Králové. Její základ tvoří zaniklá Vojenská lékařská akademie Jana Evangelisty Purkyně v Hradci Králové. Fakulta je centrem zdravotnického vzdělávání profesionálů Armády České republiky.
V Hradci Králové působí fakulta na několika místech. Sídlo a hlavní budova fakulty, tzv. Nový areál, se nachází v Třebešské ulici vedle areálu Fakultní nemocnice Hradec Králové. Další budova, v níž se nachází ubytování studentů, stojí v ulici Akademika Heyrovského.

## Historie
Dějiny vojenského zdravotnického školství jsou spojeny s Hradcem Králové od roku 1951, kdy byla rozkazem prezidenta zřízena Vojenská lékařská akademie. Jméno Jana Evangelisty Purkyně získala do svého názvu v roce 1955. Roku 1958 byla Akademie zrušena a na jejím místě vznikl Vojenský lékařský výzkumný a doškolovací ústav Jana Evangelisty Purkyně. Vojenští lékaři byli od tohoto roku vyučováni ve vzájemné spolupráci Ústavu a nově vzniklé civilní Lékařské fakulty Univerzity Karlovy. Od roku 1976 byli v podobném režimu, tedy ve spolupráci s Farmaceutickou fakultou Univerzity Karlovy, připravováni vojenští farmaceuti. Ke dni 1. září 1988 byl Ústav transformován do obnovené Vojenské lékařské akademie Jana Evangelisty Purkyně (VLA JEP).
V rámci reformy vojenského školství byla 1. srpna 2004 na VLA JEP zřízena Fakulta vojenského zdravotnictví, která se následně k 1. září 2004 stala součástí nově zřízené Univerzity obrany se sídlem v Brně. Ta vznikla sloučením Vojenské akademie v Brně, Vysoké vojenské školy pozemního vojska ve Vyškově a VLA JEP. Fakulta vojenského zdravotnictví, navazující na VLA JEP, zůstala dislokována v Hradci Králové. K 1. lednu 2024 byl název Fakulty vojenského zdravotnictví změněn na Vojenskou lékařskou fakultu.

## Struktura
Kromě děkanátu má fakulta osm kateder:
- Katedra epidemiologie (K-301)
- Katedra organizace vojenského zdravotnictví a managementu (K-302)
- Katedra radiobiologie (K-303)
- Katedra toxikologie a vojenské farmacie (K-304)
- Katedra vojenské chirurgie (K-305)
- Katedra vojenského vnitřního lékařství a vojenské hygieny (K-306)
- Katedra urgentní medicíny a vojenského všeobecného lékařství (K-307)
- Katedra molekulární patologie a biologie (K-308)

## Výuka

### Bakalářské studium
- Zdravotnické záchranářství (3letý) – vojenské studium

### Navazující magisterské studium
- Organizace a řízení ve zdravotnictví (2letý) – vojenské studium

### Magisterské studium
- Vojenské zdravotnictví pro oblast všeobecné lékařství (6letý) – vojenské studium
- Vojenské zdravotnictví pro oblast zubní lékařství (5letý) – vojenské studium
- Vojenské zdravotnictví pro oblast farmacie (5letý) – vojenské studium

### Doktorské studium
- Epidemiologie
- Infekční biologie
- Lékařská mikrobiologie
- Toxikologie
- Vojenská chirurgie
- Vojenská radiobiologie
- Vojenské vnitřní lékařství
- Preventivní medicína a ochrana veřejného zdraví

### Neakreditovaná výuka
Fakulta vzdělává vojenské lékaře, zubní lékaře, farmaceuty a další zdravotnický i nezdravotnický personál zejména formou kariérních, odborných, základních a zdokonalovacích kurzů a odborných stáží.